# Transports au Bangladesh

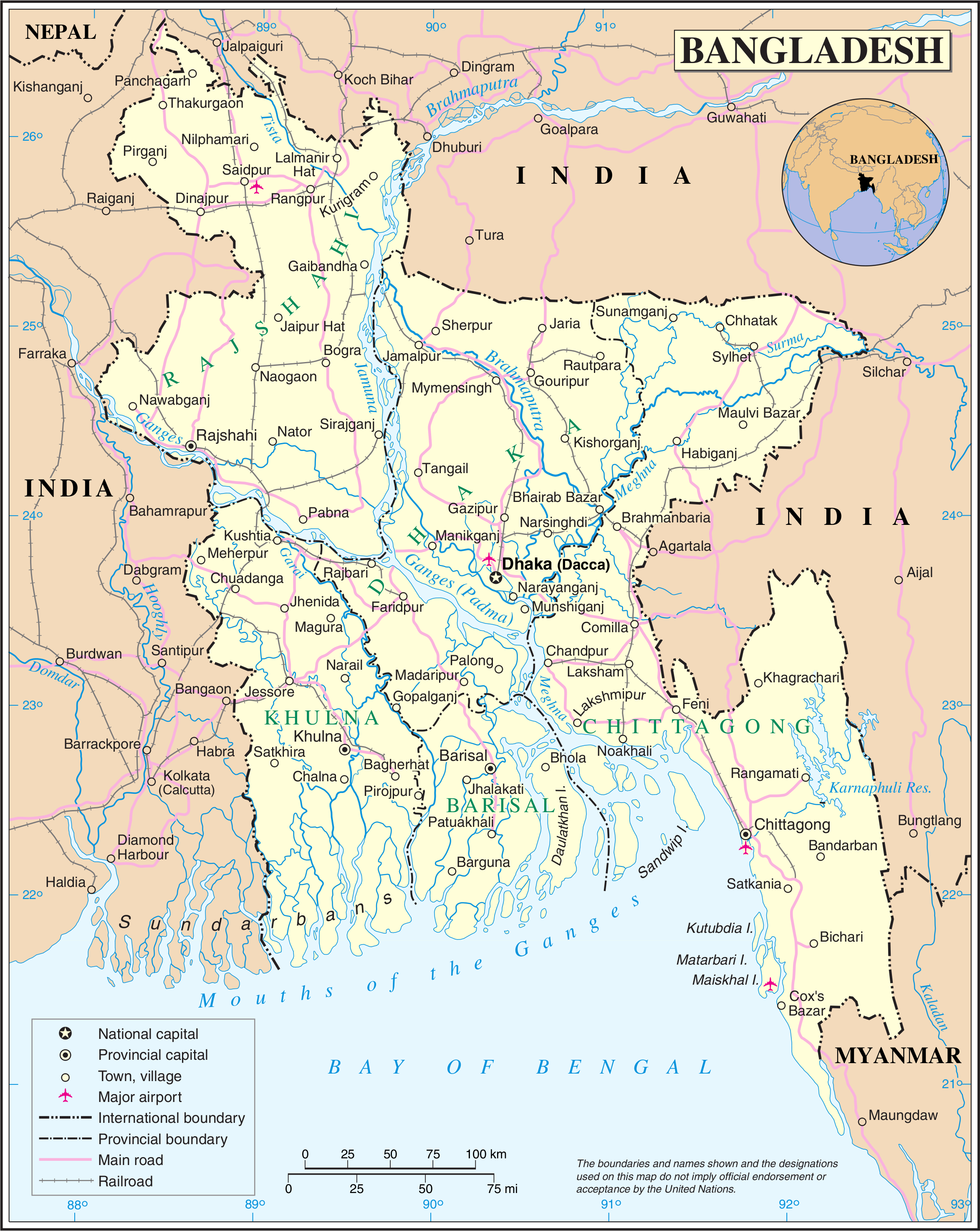
Carte du système de transports au Bangladesh.

Les transports au Bangladesh rassemblent l'ensemble des routes nationales, des autoroutes, des chemins de fer, et des aéroports qui constituent le mode de transport bangladais.

## Transport ferroviaire
Le réseau ferroviaire du Bangladesh compte 3600 kilomètres. Le 21 juillet 2022, une ordonnance de la Haute Cour du Bangladesh a interdit les voyages sur le toit des trains, une pratique très courante au Bangladesh, dans le cadre d’une campagne de répression de la corruption au sein de Bangladesh Railway, la compagnie des chemins de fer publique. Le personnel ferroviaire accepterait des pots-de-vin pour fermer les yeux sur l’accès aux toits, selon les juges Nazrul Islam Talukder et Khizir Hayat. Le procureur général adjoint Amin Uddin Manik déclare également que des mesures pourraient être prises contre les responsables des chemins de fer en cas d’infraction. Cette ordonnance vise également à éviter les accidents, car des voyageurs sont régulièrement tués en tombant ou heurtés par des branches d’arbres en surplomb ou des ponts de faible hauteur.

## Aéroports
Le Bangladesh possède trois aéroports internationaux :
- Aéroport international Shah Jalal à Dhaka
- Aéroport international Shah Amanat à Chittagong
- Aéroport international Osmani à Sylhet

Le Bangladesh possède cinq aéroports intérieurs et un sixième en construction :
- Aéroport Khan Jahan Ali à Bagerhat (en construction)
- Aéroport Barisal à Barisal
- Aéroport Cox's Bazar à Cox's Bazar
- Aéroport Jessore à Jessore
- Aéroport Shah Makhdum à Râjshâhî
- Aéroport Saidpur à Saidpur